# Herbulotia grandis
Herbulotia grandis är en fjärilsart som beskrevs av Louis Beethoven Prout 1914. Herbulotia grandis ingår i släktet Herbulotia och familjen mätare. Inga underarter finns listade i Catalogue of Life.